# 安藝區
安藝區（日语：／ Aki ku */?）是廣島市的8區之一，位於廣島市東部，於1980年廣島市升格為政令指定都市的同時成立；現為廣島市內人口最少的區。

## 交通

### 鐵路
- 西日本旅客鐵道
  - 山陽本線：瀨野車站 - 中野東車站 - 安藝中野車站
  - 吳線：矢野車站
- 天空鐵路服務
  - 廣島短距離交通瀬野線：綠口車站 - 綠中街車站 - 綠中央車站